# Заєць Анастасія Василівна
Анастасія Василівна Заєць (Гуменюк) (нар. 5 травня 1941, село Темногайці, тепер Шумського району Тернопільської області) — українська радянська діячка, ланкова колгоспу імені Івана Франка Шумського району Тернопільської області. Депутат Верховної Ради СРСР 7—8-го скликань.

## Біографія
Народилася в селянській родині. Освіта середня.
У 1955—1957 роках — колгоспниця, у 1957—1967 роках — ланкова колгоспу імені Кірова села Темногайці Шумського району Тернопільської області.
Член КПРС з 1967 року.
З 1967 року — ланкова колгоспу імені Івана Франка села Вілія Шумського району Тернопільської області.
Потім — на пенсії в місті Шумську Тернопільської області.

## Нагороди
- орден Леніна (1970)
- медалі